# Fondation Varenne
 (août 2022).
 (août 2022).
La Fondation Varenne, reconnue d’utilité publique depuis 1988, œuvre à la promotion et à la valorisation des métiers du journalisme, à l'éducation aux médias, et à la diffusion de la connaissance et des idées dans la continuité de l’action d’Alexandre Varenne, avocat, journaliste, créateur du journal La Montagne et homme politique du XXe siècle.

## Objectif et missions
La Fondation Varenne exerce ces trois missions essentielles en France et à l’étranger :
- Appui au journalisme - Valoriser les métiers du journalisme, tous supports confondus, notamment par les prix Varenne des Journalistes  et par le prix Varenne de la radio.
- Éducation aux médias - Conduire des opérations d’accès et d’éducation des jeunes aux médias et à l’éthique de l’information, avec le concours de partenaires de référence.
- Diffusion de la connaissance et des idées - Soutenir la production et la diffusion des idées sur les thématiques de la démocratie, de la paix et de la liberté de la presse, en organisant des prix de thèses en collaboration avec l'Institut universitaire Varenne.

### Prix Varenne des journalistes
- Prix Presse quotidienne nationale
- Prix Presse quotidienne régionale
- Prix Presse hebdomadaire régionale
- Prix Varenne Nikon Photo
- Prix journaliste reporter d'images
- Prix magazines d'écoles de journalisme

### Présidents
- Depuis 2020 : Jacques Mailhot